# Hypsilophodon
Hypsilophodon este un gen de dinozauri din cretacicul inferior.
Primele descoperiri ale osemintelor acestui dinozaur au fost făcute pe insula Wight.
Multe reprezentări din secolul al XIX-lea îl arată, în mod eronat, ca o șopărlă patrupedă sau ca animal care își folosea membrele anterioare pentru a se cățăra în copaci. Cercetări ulterioare au demonstrat că Hypsilophodon viețuia la nivelul solului.
Hypsilophodon avea un bot scurt, asemănător cu un cioc, potrivit pentru apucarea plantelor joase.